# 岡山市立東疇小学校
岡山市立東疇小学校（おかやましりつ ひがしうねしょうがっこう）は、岡山県岡山市南区東畦に位置する市立小学校。妹尾駅南側一帯の住宅地と、その南部から東部にかけて広がる田園地帯を持つ東畦のほぼ中央に位置する中規模の小学校である。

## 概要
1872年（明治5年）8月12日に、藩時代の習字所を校舎にして開校された。1901年（明治34年）に現在の校地の約500メートル北の場所に移転し、1967年（昭和42年）に現在の場所に移転された。
通称は「東疇小（東畦小）」であり、学童は「疇っ子（うねっこ）」と呼ばれる。学校支援ボランティアとして、保護者と地域住民によって「うねっこ応援団」が組織されている。

### 校名について
校名「東疇」と大字名「東畦」が異なっているのは、1971年に興除村が岡山市に吸収合併された際に、大字「東疇」の表記が「東畦」に変更されたのに対して、校名は従来のまま維持されたためである。

## 沿革

### 略歴

#### 開校
東疇小学校は、1872年（明治5年）8月、江戸時代より開かれていた習字所（位置：大字東疇字九の割）を校舎にして、東疇村に、第三十六大区六番小区、十番小学、東疇小学として開校した。岡山藩士であった大口嘉七郎は、習字所より引き継いで、教授の任務に就いた。

#### 戦前
1889年（明治22年）に町村制の施行に伴い、東疇村・内尾村・中疇村が合併し、東興除村が発足し、1892年（明治25年）4月、東疇小学は易疇小学校の支校となり、校名が易疇小学校支校に改称された。その約2年後の1894年（明治27年）3月、易疇小学校より分離し、東疇尋常小学校に改称された。
1901年9月、生徒の増加により、由加神社の北に新校舎が落成し、移転した。1903年（明治36年）4月1日、東興除第二尋常小学校に改称される。
1905年（明治38年）8月1日、東興除村が西隣の西興除村と合併し興除村になったことに伴い、第三興除尋常小学校に改称される。その後、1908年（明治41年）4月1日に、東疇尋常小学校に復称され、国民学校令の施行により、1941年（昭和16年）4月1日に、東疇国民学校に改称された。

#### 戦後
太平洋戦争終戦直後の1946年（昭和21年）7月16日に校歌が制定される。同年12月21日、昭和南海地震が発生し、校庭に亀裂ができ、校舎の損壊が激しく、1947年（昭和22年）7月11日まで、分散して授業を行った。
1947年（昭和22年）4月1日、法律第二十六号並に文部省令第十一号（いわゆる新学制）によって、興除村立東疇小学校に改称された。同年7月28日に旧校舎の解体に着手し、12月15日に新校舎が落成した。
1967年（昭和42年）、新校舎が落成し、学校は現在の場所へと移転された。
1971年（昭和46年）5月、興除村が岡山市に合併し、校名が岡山市立東疇小学校（現校名）に改称された。この際、大字の「東疇」は「東畦」に変更されたものの、小学校名は従来の「東疇」に保たれた。
2015年（平成27年）4月より、ユネスコスクールに加盟している。

### 年表
- 1872年8月 - 第三十六番大区六番小区、十番小学東疇小学として開校[6]。
- 1892年4月 - 易疇小学校支校に改称[2]。
- 1894年3月 - 易疇小学校より分離し、東疇尋常小学校に改称[2]。
- 1901年9月 - 新校舎が落成し、移転[7]。
- 1903年4月1日 - 東興除第二尋常小学校に改称[8]。
- 1905年8月1日 - 東興除村が西興除村と合併し、興除村が設立されたことに伴って、第三興除尋常小学校に改称[8]。
- 1908年4月1日 – 東疇尋常小学校に復称[2]。
- 1941年4月1日、国民学校令の施行により、東疇国民学校に改称[9]。
- 1946年
  - 7月16日 - 校歌制定[9]。
  - 12月21日 - 昭和南海大地震が発生し、校庭校舎が被害を受け、一時的に分散授業を行う[9]。
- 1947年
  - 4月1日 - 学制改革により、興除村立東疇小学校に改称[9]。
  - 7月12日 - 校舎改築が出来上がり、分散授業をやめ、校舎に復帰[9]。
- 1967年12月 - 現在地に移転[10]。
- 1971年 - 興除村の岡山市との合併に伴い、岡山市立東疇小学校に改称[3]。
- 1977年5月 - 新校舎落成（現在の南棟の一部）[12]。
- 1998年3月 - 移転した東畦保育園の跡地を運動場として整備（現在の運動場）[12]。
- 2002年 - 校舎新築、増築（現在の北棟・東棟、南棟の一部）[12]。
- 2015年4月 - ユネスコスクール加盟[3]。

### 校名の変遷
| 校名                       | 改称年月      | 期間      |
| -------------------------- | ------------- | --------- |
| 十番小学東疇小学           | 1872年8月12日 | 9年8か月  |
| 易疇小学校支校             | 1892年4月     | 1年11か月 |
| 東疇尋常小学校1            | 1894年3月     | 10年1か月 |
| 東興除第二尋常小学校       | 1903年4月1日  | 2年4か月  |
| 第三興除尋常小学校         | 1905年8月1日  | 2年8か月  |
| 東疇尋常小学校2            | 1908年4月1日  | 33年      |
| 東疇国民学校               | 1941年4月1日  | 6年       |
| 興除村立東疇小学校         | 1947年4月1日  | 20年1か月 |
| 岡山市立東疇小学校（現在） | 1967年5月     | 57年      |

## 校章・校歌

### 校章
太陽を背景に「疇」の字が置かれている。

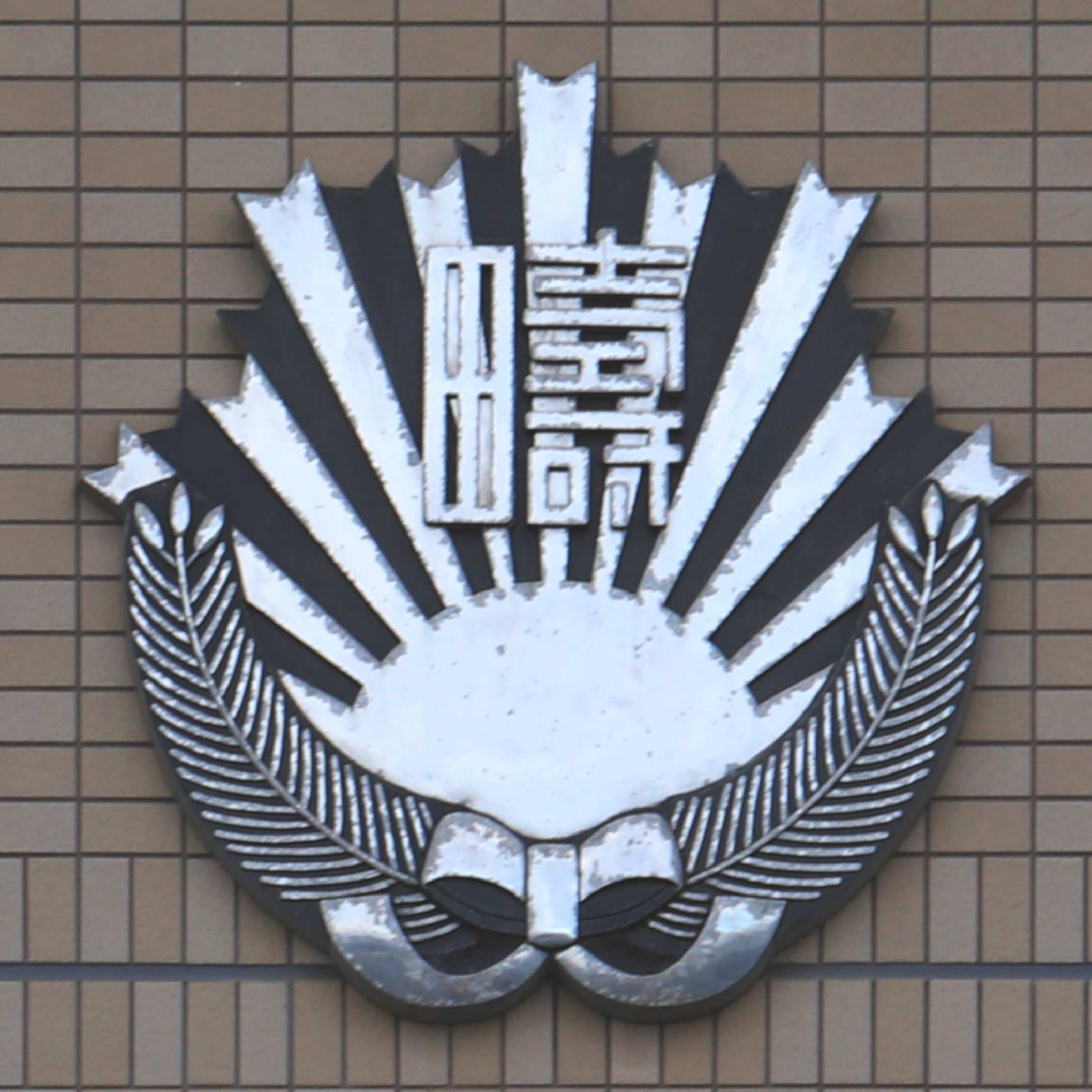
東疇小学校校章

写真の校章は、小学校正門玄関上に飾られているものであるが、『わたしたちの興除』（1993）には下部のデザインの異なる別の紋章が掲載されている。

### 校歌
東疇小学校「校歌」
- 作詞 - 安原威夫[注釈 5]
- 作曲 – 森豊幸[注釈 6]

東疇小学校「校歌」は1946年7月16日に制定された。制定された当初は、一番の歌詞に「わたくしたちは　三百の」とあったが、後に変更され、現在は「わたくしたちは　すこやかに」となっている。

## 教育方針

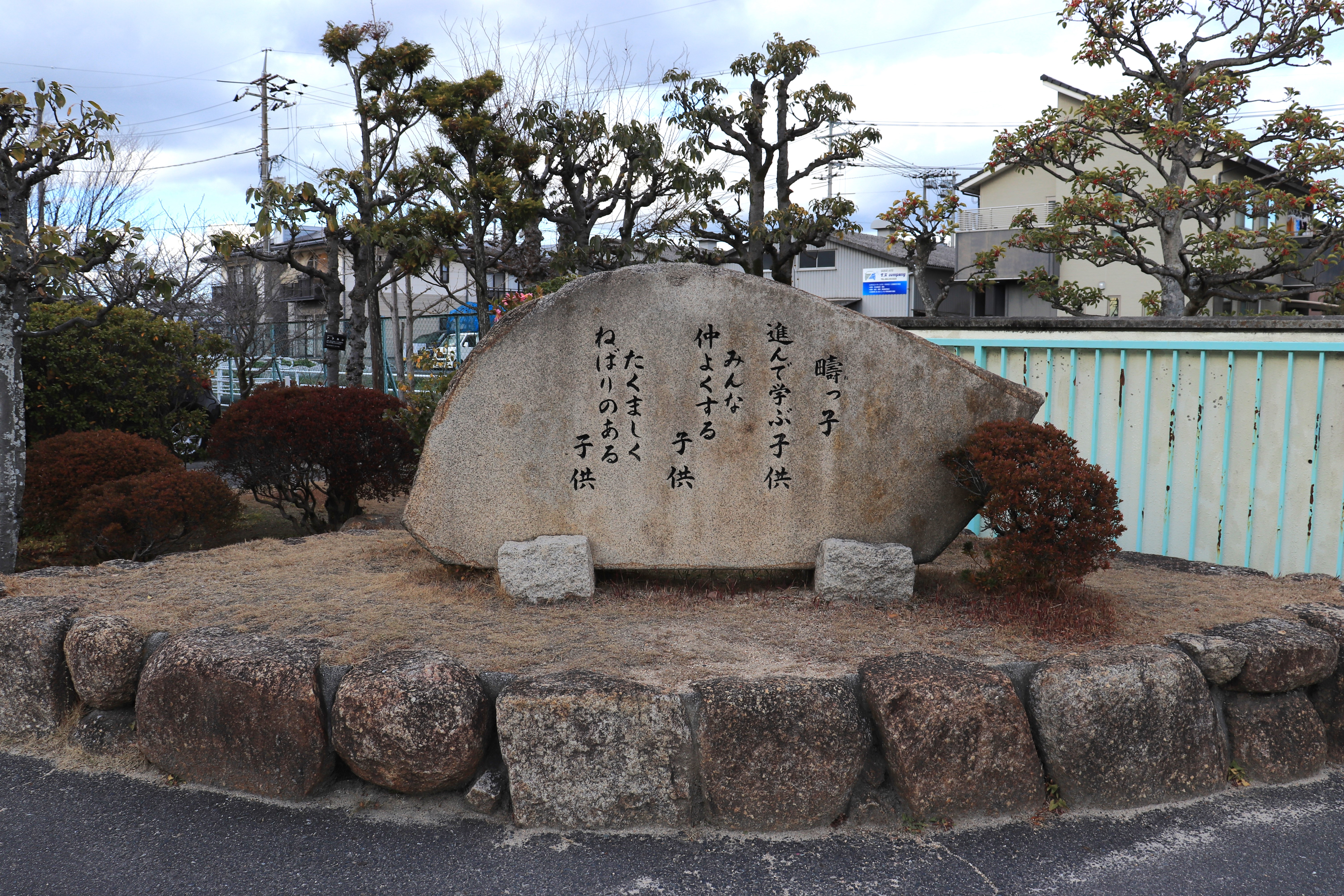
創立百二十周年記念碑

### 東疇小学校目標
- 自ら学び、共に輝く（2022年 -）[18][19]

### 目指す子ども像
- すすんで学ぶ子ども[18]
- みんな仲よくする子ども[18]
- たくましくねばりのある子ども[18]

## 学校行事
いずれも、2024年度の学校行事（予定）である。
| - 4月 - 入学式 - 5月 - 運動会 - 6月 | - 7月 - 1学期終業式 - 8月 - 2学期始業式 - 9月 - 創立記念式 | - 10月 - 鑑賞会 - 11月 - 学習・音楽発表会 - 12月 - 2学期終業式 | - 1月 - 3学期始業式 - 2月 - 3月 - 6年生を送る会、卒業式 |

### 創立記念式
大々的には行われたのは、100周年、130周年、140周年、150周年であり、創立150周年記念式典には岡山市長大森雅夫も出席した。

#### 宝の鐘
毎年、創立記念式は9月に行われており、「宝の鐘」を創立年数分叩くことになっている。

#### うねまつくんといなほちゃん
2022年度に、翌年の東疇小学校創立150周年を記念するキャラクター「うねまつくんといなほちゃん」が作られた。

## 学校施設

### 現在の学校施設

#### 現在の校舎
現在の校舎は、すべて鉄筋コンクリート造である。
| 新築/増築 | 棟名 | 建造年月日    | 階数 | 延床面積    |
| --------- | ---- | ------------- | ---- | ----------- |
| 新築      | 南棟 | 1977年5月31日 | 4階  | 828.79 m2   |
| 増築      | 南棟 | 1981年3月10日 | 4階  | 668.53 m2   |
| 増築      | 南棟 | 1981年3月10日 | 4階  | 274.00 m2   |
| 増築      | 南棟 | 1983年4月22日 | 4階  | 469.85 m2   |
| 増築      | 南棟 | 2002年9月24日 | 4階  | 1,337.00 m2 |
| 新築      | 北棟 | 2002年9月24日 | 2階  | 1,430.00 m2 |
| 新築      | 東棟 | 2002年9月24日 | 2階  | 1,046.00 m2 |

#### その他の施設

##### 体育館
- 建造年月日 - 1974年3月10日[23]
- 階数 - 2階[23]
  - 1階がアリーナとなっている[24]
- 面積 -  732 m2（アリーナ部分 - 539 m2）[24]
- 主体構造 - 鉄骨コンクリート造[23]

##### プール
- 建造年月 - 1975年7月[12]

##### 給食室
- 建造年月日 - 1982年2月28日[23]
- 階数 - 1階[23]
- 面積 - 203.69 m2[23]

### 位置
| 校地                          | 座標 （地図表示サイトにリンク）                                           |
| ----------------------------- | ------------------------------------------------------------------------- |
| 小学校（開校時）              | 北緯34度36分49.8秒 東経133度52分56.3秒 / 北緯34.613833度 東経133.882306度 |
| 小学校（前） 保育園（開園時） | 北緯34度36分35秒 東経133度52分33秒 / 北緯34.60972度 東経133.87583度       |
| 小学校（現在）                | 北緯34度36分22秒 東経133度52分44秒 / 北緯34.60611度 東経133.87889度       |
| 保育園（前）                  | 北緯34度36分20秒 東経133度52分44秒 / 北緯34.60556度 東経133.87889度       |
| 保育園（現在）                | 北緯34度36分16秒 東経133度52分43秒 / 北緯34.60444度 東経133.87861度       |

## 学区

### 小学校区
- 岡山市南区
  - 東畦全域[25]

### 中学校区（進学先中学校）
- 岡山市立興除中学校[25]
  - 岡山市立東疇小学校 - 岡山市南区東畦全域
  - 岡山市立興除小学校 - 岡山市南区内尾・中畦全域
  - 岡山市立曽根小学校 - 岡山市南区曽根・西畦全域

## 児童数
| 年度     | 全体 | 全体 | 1年生 | 1年生 | 2年生 | 2年生 | 3年生 | 3年生 | 4年生 | 4年生 | 5年生 | 5年生 | 6年生 | 6年生 | 特別支援学級 | 特別支援学級 | 出典   |
| -------- | ---- | ---- | ----- | ----- | ----- | ----- | ----- | ----- | ----- | ----- | ----- | ----- | ----- | ----- | ------------ | ------------ | ------ |
|          | 人数 | 組数 | 人数  | 組数  | 人数  | 組数  | 人数  | 組数  | 人数  | 組数  | 人数  | 組数  | 人数  | 組数  | 人数         | 組数         |        |
| 2024年度 | 392  | 17   | 58    | 2     | 52    | 2     | 61    | 2     | 57    | 2     | 67    | 2     | 65    | 2     | 32           | 5            | [ 26 ] |

### 児童数と組数（総数）
| 年度     | 総数 | 組数 | 出典   |
| -------- | ---- | ---- | ------ |
| 1873年   | 79   | -    | [ 6 ]  |
|          |      |      |        |
| 1956年度 | 287  | -    | [ 27 ] |
| 1957年度 | 294  | -    | [ 27 ] |
| 1958年度 | 292  | -    | [ 27 ] |
| 1959年度 | 285  | -    | [ 27 ] |
| 1960年度 | 267  | -    | [ 27 ] |
| 1961年度 | 241  | -    | [ 27 ] |
| 1962年度 | 223  | -    | [ 27 ] |
| 1963年度 | 205  | -    | [ 27 ] |
| 1964年度 | 190  | -    | [ 27 ] |
| 1965年度 | 177  | -    | [ 27 ] |
| 1966年度 | 183  | -    | [ 27 ] |
|          |      |      |        |
| 1975年度 | 260  | 9    | [ 28 ] |
|          |      |      |        |
| 1980年度 | 540  | 15   | [ 28 ] |
|          |      |      |        |
| 1985年度 | 629  | 17   | [ 28 ] |
|          |      |      |        |
| 1989年度 | 474  | 14   | [ 28 ] |
|          |      |      |        |
| 1992年度 | 459  | 15   | [ 29 ] |
| 1993年度 | 456  | 15   | [ 28 ] |
| 1994年度 | 477  | 14   | [ 30 ] |
| 1995年度 | 474  | 15   | [ 30 ] |
| 1996年度 | 460  | 14   | [ 30 ] |
| 1997年度 | 476  | 16   | [ 30 ] |
| 1998年度 | 498  | 16   | [ 30 ] |
| 1999年度 | 514  | 16   | [ 30 ] |
| 2000年度 | 539  | 19   | [ 30 ] |
| 2001年度 | 562  | 19   | [ 30 ] |
| 2002年度 | 567  | 20   | [ 31 ] |
| 2003年度 | 566  | 20   | [ 31 ] |
| 2004年度 | 567  | 20   | [ 31 ] |
|          |      |      |        |
| 2008年度 | 525  | 18   | [ 28 ] |
| 2009年度 | 505  | 18   | [ 28 ] |
| 2010年度 | 512  | 18   | [ 32 ] |
| 2011年度 | 493  | 17   | [ 33 ] |
| 2012年度 | 464  | 17   | [ 34 ] |
| 2013年度 | 461  | 18   | [ 35 ] |
| 2014年度 | 442  | 17   | [ 36 ] |
| 2015年度 | 440  | 17   | [ 37 ] |
| 2016年度 | 412  | 17   | [ 38 ] |
| 2017年度 | 403  | 17   | [ 39 ] |
| 2018年度 | 429  | 17   | [ 40 ] |
| 2019年度 | 420  | 18   | [ 41 ] |
| 2020年度 | 430  | 18   | [ 42 ] |
| 2021年度 | 415  | 17   | [ 43 ] |
| 2022年度 | 421  | 17   | [ 44 ] |
| 2023年度 | 406  | 17   | [ 45 ] |
| 2024年度 | 392  | 17   | [ 46 ] |

### 児童数と組数（学年別）
| 年度     | 全体 | 全体 | 1年生 | 1年生 | 2年生 | 2年生 | 3年生 | 3年生 | 4年生 | 4年生 | 5年生 | 5年生 | 6年生 | 6年生 | 特別支援学級 | 特別支援学級 | 出典   |  |
| -------- | ---- | ---- | ----- | ----- | ----- | ----- | ----- | ----- | ----- | ----- | ----- | ----- | ----- | ----- | ------------ | ------------ | ------ |  |
|          | 人数 | 組数 | 人数  | 組数  | 人数  | 組数  | 人数  | 組数  | 人数  | 組数  | 人数  | 組数  | 人数  | 組数  | 人数         | 組数         |        |  |
| 1992年度 | 459  | 15   | 70    | 2     | 69    | 2     | 82    | 3     | 64    | 2     | 79    | 2     | 3     | 3     | 7            | 2            | [ 29 ] |  |
|          |      |      |       |       |       |       |       |       |       |       |       |       |       |       |              |              |        |  |
| 2003年度 | 566  | 20   | 102   | 3     | 85    | 3     | 97    | 3     | 96    | 3     | 82    | 3     | 99    | 3     | 7            | 2            | [ 30 ] |  |
| 2004年度 | 567  | 20   | 81    | 3     | 103   | 3     | 82    | 3     | 99    | 3     | 98    | 3     | 98    | 3     | 6            | 2            | [ 31 ] |  |
|          |      |      |       |       |       |       |       |       |       |       |       |       |       |       |              |              |        |  |
| 2010年度 | 512  | 18   | 92    | 3     | 83    | 3     | 83    | 3     | 79    | 2     | 80    | 2     | 95    | 3     | -            | 2            | [ 32 ] |  |
| 2011年度 | 493  | 17   | 68    | 2     | 92    | 3     | 88    | 3     | 84    | 3     | 80    | 2     | 81    | 2     | -            | 2            | [ 33 ] |  |
| 2012年度 | 464  | 17   | 57    | 2     | 68    | 2     | 92    | 3     | 87    | 3     | 81    | 3     | 79    | 2     | -            | 2            | [ 34 ] |  |
| 2013年度 | 461  | 18   | 69    | 2     | 57    | 2     | 72    | 2     | 93    | 3     | 89    | 3     | 81    | 3     | -            | 3            | [ 35 ] |  |
| 2014年度 | 442  | 17   | 60    | 2     | 70    | 2     | 55    | 2     | 71    | 2     | 96    | 3     | 90    | 3     | -            | 3            | [ 36 ] |  |
| 2015年度 | 440  | 17   | 87    | 3     | 60    | 2     | 70    | 2     | 57    | 2     | 70    | 2     | 96    | 3     | -            | 3            | [ 37 ] |  |
| 2016年度 | 412  | 17   | 64    | 2     | 88    | 3     | 61    | 2     | 70    | 2     | 59    | 2     | 70    | 2     | -            | 4            | [ 38 ] |  |
| 2017年度 | 403  | 17   | 59    | 2     | 62    | 2     | 88    | 3     | 63    | 2     | 71    | 2     | 60    | 2     | -            | 4            | [ 39 ] |  |
| 2018年度 | 429  | 17   | 76    | 2     | 60    | 2     | 63    | 2     | 90    | 3     | 67    | 2     | 73    | 2     | -            | 4            | [ 40 ] |  |
| 2019年度 | 420  | 18   | 69    | 2     | 75    | 2     | 61    | 2     | 62    | 2     | 88    | 3     | 65    | 2     | -            | 5            | [ 41 ] |  |
| 2020年度 | 430  | 18   | 71    | 2     | 68    | 2     | 78    | 2     | 61    | 2     | 63    | 2     | 89    | 3     | 30           | 5            | [ 42 ] |  |
| 2021年度 | 415  | 17   | 65    | 2     | 72    | 2     | 72    | 2     | 79    | 2     | 62    | 2     | 65    | 2     | -            | 5            | [ 43 ] |  |
| 2022年度 | 421  | 17   | 69    | 2     | 65    | 2     | 72    | 2     | 72    | 2     | 79    | 2     | 64    | 2     | -            | 5            | [ 44 ] |  |
| 2023年度 | 406  | 17   | 57    | 2     | 69    | 2     | 63    | 2     | 69    | 2     | 71    | 2     | 77    | 2     | 30           | 5            | [ 45 ] |  |
| 2024年度 | 392  | 17   | 58    | 2     | 52    | 2     | 61    | 2     | 57    | 2     | 67    | 2     | 65    | 2     | 32           | 5            | [ 26 ] |  |

- 特別支援学級の開設は、1987年4月[12]。

## 教員数
| 年度     | 総数 | 出典   |
| -------- | ---- | ------ |
| 2018年度 | 27   | [ 47 ] |
| 2019年度 | 30   | [ 48 ] |
| 2020年度 | 28   | [ 49 ] |
| 2021年度 | 24   | [ 50 ] |
| 2022年度 | 23   | [ 51 ] |
| 2023年度 | 25   | [ 52 ] |

## 東畦保育園

### 略歴
1940年2月1日、興除村児童生徒保護協会の経営として、東疇小学校の校舎の一部を借用して発足。1943年4月1日に、村営に移行され、1948年8月1日、児童福祉施設として認可され、私立東疇保育園と称した。1956年4月1日、興除村立東疇保育園と称した。
東疇小学校が現在の位置へと移動する前年の1966年の5月に、現在の東畦小学校体育館の南側に移転された。
その後、1990年代に旧園舎から南西方向に約150メートルほど離れた現在の場所に移転している。旧園舎があった土地は、1998年10月に整備され、東疇小学校の校地になっている。

## アクセス
最寄りの鉄道駅
- JR西日本宇野線/瀬戸大橋線「妹尾駅」から徒歩12分

## 学区内の主な施設
- 妹尾駅
- 岡山光南病院

## 学校周辺
- 岡山市東畦保育園
- 岡山光南病院
- ファミリーマート岡山東畦店
- リカーズかしはら(かしはら商店)

## 学区が隣接している学校
- 岡山市立興除小学校
- 岡山市立第二藤田小学校
- 岡山市立福田小学校
- 岡山市立妹尾小学校